# Arturo Presselli
Arturo Presselli (Trieste, 4 agosto 1919 – Trieste, 26 gennaio 1971) è stato un calciatore italiano, di ruolo interno o attaccante.

## Carriera
Iniziò la sua carriera agonistica nella Fortitudo Trieste, club con cui ottiene la promozione in Serie C dalla Prima Divisione 1935-1936. La stagione seguente, in terza serie, termina con la retrocessione nella categoria inferiore.
Nel 1937 è ingaggiato dal Genova 1893, società con cui non giocherà alcun incontro ufficiale.
Nel 1938 passa in prestito alla Salernitana, in Serie B. Realizza 7 reti in 21 partite e la stagione con i campani termina con la retrocessione in terza serie.
Nel 1940 passa in prestito al Pisa, società con cui ottiene la permanenza di categoria al termine della Serie B 1940-1941.
Nel 1941 è ingaggiato dal Catania, club di Serie C. Con gli etnei milita due stagioni, vincendo il Girone N della Serie C 1942-1943 ma venendo esclusa dai gironi finali per la promozione a causa dell'invasione americana della Sicilia durante la seconda guerra mondiale.
Nel 1944 si trasferisce al Ponziana, società con cui gioca il Campionato Alta Italia, terminato all'ultimo posto del campionato giuliano.
Nella Divisione Nazionale 1945-1946 milita, senza mai giocare, nella Triestina.
Nel 1946 è ingaggiato dalla Pistoiese, società che milita nel Girone A della Serie B 1946-1947. Con gli arancioni ottiene il terzo posto.
Nel 1947 passa alla Lucchese, in Serie A. Con rossoneri esordisce in massima serie il 16 novembre 1947, nella sconfitta esterna per 4-2 contro l'Alessandria, mentre la prima ed unica rete la segna il 23 novembre successivo nella vittoria casalinga per 1-0 contro il Bari. L'ultimo incontro giocato in Serie A di Presselli fu il pareggio a reti bianche contro il Milan il 30 novembre 1947.
Nel 1948 passa all'Amatori Ponziana, in Prva Liga (il massimo campionato jugoslavo). Totalizza 14 presenze e 5 reti nel massimo campionato jugoslavo, concluso dall'Amatori Ponziana all'ultimo posto.

## Palmarès

### Club

#### Competizioni nazionali
- Serie C: 1

Catania: 1942-1943